# Guillaume Giscard d'Estaing
Pour les autres membres de la famille, voir Famille Giscard d'Estaing.
Guillaume Giscard d’Estaing est un chef d'entreprise français, né le 27 février 1958. Il est depuis 2007 président-directeur général de Sofema.
Il fait partie de la famille Giscard d'Estaing, et est un cousin de l'ancien président de la République.

## Formation
- Ingénieur diplômé de l’École navale,
- MBA du CPA de Toulouse.
- Auditeur à titre civil de la 58e session (2005) de l’Institut des hautes études de défense nationale (IHEDN)

## Carrière
Après une première carrière d’officier de marine et de pilote d’hélicoptères embarqué, Guillaume Giscard d’Estaing entre en 1994 chez Turbomeca (groupe Snecma) à Pau comme responsable de la promotion des ventes puis directeur du marketing. 
Outre les matériels neufs, l’activité de retrofit du motoriste (évolutions successives d’un modèle standard par retours en usine) nourrira plus tard sa réflexion sur l’avenir de la prolongation de la durée de vie de matériels et la nouvelle orientation de Sofema. 
De 2000 à 2004, il assure au Royaume-Uni la direction générale parallèle de trois sociétés distinctes  : Turbomeca UK, et les joint ventures Rolls Royce-Turbomeca et Rolls Royce-Snecma. À ces postes complémentaires, il est confronté à la coopération franco-britannique, aux négociations stratégiques avec des « boards » prestigieux, tout en maintenant un contact étroit avec les clients et utilisateurs.
En 2004, Guillaume Giscard d’Estaing rejoint en France le siège du Groupe Snecma comme directeur adjoint des affaires internationales et responsable des pays européens, puis, lorsque le groupe fusionne avec Sagem,
vice-président adjoint chargé du développement international de la nouvelle entité Safran.
En 2007, Guillaume Giscard d’Estaing succède au général Bernard Norlain à la présidence de la société Sofema, alors spécialisée dans le soutien à l’exportation des grands groupes français d’aéronautique et de défense. 
Il y met en œuvre une transformation profonde de la société, aujourd’hui recentrée sur la rénovation et la vente en maîtrise d’œuvre autonome d’équipements militaires et civils à destination des pays à moindre pouvoir d’achat et conduisant une politique de développement raisonnée. 
Cette réorientation réussie s’appuie sur la conviction de Guillaume Giscard d’Estaing que la nouvelle activité de Sofema doit contribuer à renforcer la présence économique française dans ces pays à travers des partenariats équilibrés et durables.

## Décorations et distinctions
Le 13 juillet 2006, Guillaume Giscard d'Estaing est nommé au grade de chevalier dans l'ordre national de la Légion d'honneur au titre de « conseiller du commerce extérieur, directeur adjoint des affaires internationales d'un groupe ; 27 ans d'activités » puis fait chevalier le 21 novembre 2006. Il est promu au grade d'officier le 15 janvier 2025 au titre de « président-directeur général d'une société ».
Il est titulaire de la médaille de l'Aéronautique et « Fellow » de la Royal Aeronautical Society.[réf. nécessaire]

## Fonctions et mandats sociaux
- Président de Cofrexport
- Administrateur de Défense Conseil International
- Administrateur de l’ISIT
- Administrateur de l’association Solidarité Défense
- Conseiller du comité de direction du club Nouvelles Perceptions  du Centre d’étude et de prospective stratégique (CEPS)
- Conseiller du commerce extérieur de la France